# Живко Аврамовић
Живко Аврамовић (Шарбановац, 19. август 1952 — Шарбановац, 5. октобар 2022) био је српски књижевник. Своју књижевну каријеру започео седамдесетих година 20. века. Дао је значајан допринос књижевном и културном стваралаштву источне Србије.

## Биографија
Значајније објављивање своје поезије започео је на југословенској манифестацији Млади мај у Зајечару 1971. године, на којима се касније сусретао са познатим књижевницима: Добрицом Ерић, Адамом Пуслојић, Властом Младеновић, и бројним савременим југословенским ауторима.
Био је редовни учесник ове манифестације а објављивао је своје песме у готово свим младомајским зборницима радова, био је и учесник Борског сусрета балканских књижевника и Сусрета другарства радника. Учествовао је на бројним вечерима поезије.
Основну школу је завршио у Шарбановцу, а средњу трговачку у Бору. Радио је једно време у Робној Кући у Бору и истовремено био је сарадник више листова и часописа. Писао је поезију, књижевну критику, есејистику, а бавио се и новинарством. Своје радове публиковао је у листовима, часописима, заједничким књигама и на неколико интернет-портала широм бивше Југославије. Поезија му је награђивана и заступљена у неколико антологија. Његова збирка песама "Изабране и најновије песме" 1999. године је добила награду Народне библиотеке у Бору за Књигу године, а 2005. године је његова књига "Светлост вара реку" понела такође награду Књига године борског аутора, борске библиотеке.
Живко Аврамовић је припадао кругу песника Тимочке Крајине. Његове песме су превођене на енглески, француски и македонски језик.
Преминуо је 2022. године у родном Шарбановцу где је живео и стварао.

## Заступљен у зборницима
- Млади мај 1-2, зборник поезије са Младомајских сусрета, уредник Сергије Лајковић, НУ Тимок Зајечар 1971

- Млади мај живи, најлепши стихови 42 песника, уредник Сергије Лајковић, НУ Тимок Зајечар 1972

- Песма бакарне реке, Књижевни клуб, Бор, 1972

- Младомајске стихотворине, уредник Сергије Лајковић, Књижевни клуб, Бор, 1973

- Носе нас мајске воде, уредник Сергије Лајковић, Дом омладине, Зајечар, 1973

- Певања Младом мају, Дом омладине под Краљевицом, Зајечар, 1973

- Трагови несна, Дом омладине под Краљевицом, Зајечар, 1974

- Од тебе до мене, уредник Сергије Лајковић, Зајечар, 1974

- Пролећа у Бору, Књижевна омладина, Бор, 1979

- У нама живот, Књижевна омладина, Бор, 1979

- Гранају се сунца, Штампа радио и филм, Бор, 1980

- Између тебе и мене, Књижевна омладина, Бор, 1980

- Трагови, Књижевна омладина, Бор, 1982

- Певају шарбановачки друмови, Штампа радио и филм, Бор, 1985

- Сусрети другарства радника Србије, Савез синдиката Србије, Књажевац, 1986

- И би град Сетиариус, Тимок, Зајечар, 1991

- Лyрица пинус силвестрис, Штампа радио и филм, Бор, 1994

- Теби с љубављу, Музеј рударства и металургије, Бор, 1996

- На истоку Србије, Агена, Београд, 1997

- Неготин и Крајина у песми и причи, Народна библиотека, Неготин, 1997

- Рудничка врела, Књижевни клуб "Момчило Настасијевић", Горњи Милановац, 1997

- Доброта Злота 2 и 3, Штампа радио и филм, Бор, 2000